# Ангеліна Сербська
Ангеліна Бранкович (дошлюбне прізвище — Аріаніті; серб. Ангелина Бранковић, алб. Angjelina Arianiti; прибл. 1440, Берат, Албанія — 30 липня 1520, монастир Крушедол, Угорщина) — дружина сербського деспота Стефана Бранковича. Дочка албанського феодала Ґерґа Аріаніті та його дружини Марії Музака. Свята Сербської православної церкви.

## Життєпис
Ангеліна була шостою дочкою в родині албанського феодала Ґерґа Аріаніті та його дружини Марії Музака. За батьковою лінією Ангеліна належала до албанського роду Аріаніті.
1460 року Ангеліна одружилася із сербським деспотом у вигнанні Стефаном Бранковичем (правив 1458—1459), сином колишнього деспота Джураджа Бранковича (правив 1427—1456). Подружжя познайомилось, коли Стефан приїхав до албанського вождя Скандербега, що був одружений зі старшою сестрою Ангеліни Андронікою.
Після весілля Стефан та Ангеліна покинули Албанію та поїхали до Північної Італії, де в регіоні Фріулі отримали замок Вармо. Там у 1476 році Стефан помер. 1479 року імператор Священної Римської імперії Фрідріх III надав родині Бранковичів замок Вайтенсфельд, тому Ангеліна з дітьми переїхала до Каринтії.
1485 року титулярний сербський деспот Вук Бранкович помер; король Угорщини Матяш Корвін запросив на правління старшого сина Ангеліни Джордже. Родина переїхала на південь Угорщини — в сербський регіон Срем.
1509 року (за іншими даними, одразу після прибуття в Срем) Ангеліна прийняла монаший постриг. Жила в монастирі Крушедол на Фрушка горі, збудованому її синами Джордже та Йованом. Померла 30 липня 1520 року.

## Діти
Чоловік — Стефан Бранкович, деспот Сербії
Діти:
- Джордже (пом. 1516) — титулярний деспот Сербії в 1486—1497 роках, прийняв постриг під ім'ям Максим;
- Йован (пом. 1502) — титулярний деспот Сербії в 1493—1502 роках;
- Марія (пом. 1495) — дружина Боніфація III, маркграфа Монферратського.

## Культ

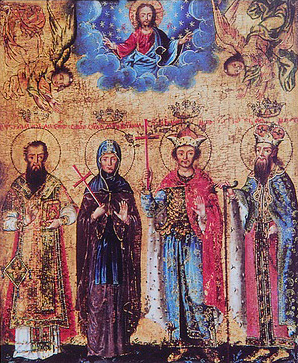
Святі Максим, Ангеліна, Йован та Стефан Бранковичі. Ікона авторства Андрії Райчевича, прибл. 1645

Родина Бранковичів була віддана православній вірі. Святий культ Йована почали справляти в першій половині XVI століття; мощі його та решти членів родини були перепоховані у вівтарі монастиря Крушедол, який звели Йован та Джордже Бранковичі.
Під час австро-турецької війни 1716—1718 років, після битви під Петроварадином османи захопили монастир Крушедол та спалили святі мощі родини Бранковичів.